# تپه ده‌ور برافتاو
تپه ده ور برافتاو مربوط به دوره اشکانیان - دوره ساسانیان است و در شهرستان کوهدشت، بخش طرهان، دهستان طرهان، ۹۰۰ متری غرب روستای دمروستان واقع شده و این اثر در تاریخ ۲۸ اسفند ۱۳۸۵ با شمارهٔ ثبت ۱۸۴۸۰ به‌عنوان یکی از آثار ملی ایران به ثبت رسیده‌است.